# Гомский диалект

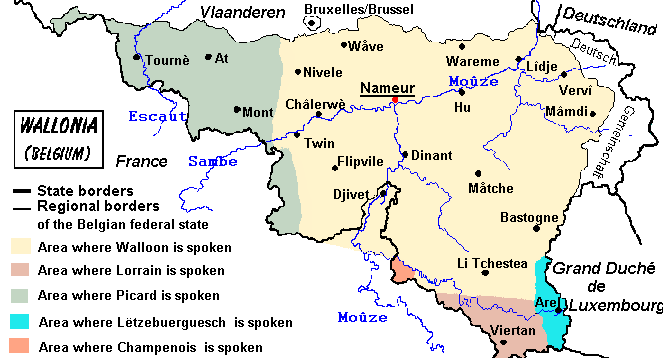
Лингвистическая карта Валлонии

Гомский диалект (гомэ; фр. Gaumais, валл. Gåmès) — диалект лотарингского наречия, распространённый на юго-востоке Бельгии, в области Гом (Gaume), вокруг города Виртон. Входит в ойльский кластер романских языков.
С 1990 года получил статус «регионального языка» Бельгии. В конце XX века оживилось движение в защиту и развитие гомского диалекта, в 1980 году была создана Академия гомского диалекта (Académie du patois gaumais). Итогом её деятельности стало издание в 2009 году французско-лотарингского словаря — Le dictionnaire encyclopédique des patois de Gaume. Было издано несколько художественных книг на гомском диалекте, включая перевод на гомский басен Лафонтена.